# Lolita (termo)
Lolita foi o apelido de uma das principais personagens no romance de Vladimir Nabokov de 1955, Lolita. O nome real da personagem é Dolores. O narrador, Humbert Humbert, desenvolve uma obsessão sexual com ela. No livro em si, "Lolita" é especificamente o apelido de Humbert para Dolores. Mesmo assim, "Lolita" e "loli" têm vindo para ser usados como uma referência geral para meninas consideradas sexualmente precoces.
No marketing da pornografia, "lolita" é usado para referir para uma jovem menina, frequentemente uma quem tem apenas recentemente alcançado a idade de consentimento, aparenta para ser mais jovem do que a idade de consentimento, ou material de exploração infantil retratando o abuso sexual de menores.

## Etimologia e termos relacionados

### Núbil
Núbil é um lisonjeiro termo para juvenis e atraentes jovens mulheres que são consideradas "adequadas para casamento". Núbil decorre de um antigo termo em latim qual significa "casável" e é unicamente usado em relação para mulheres.

### Ninfeta
Uma ninfeta é uma sexualmente precoce, menina pubescente.
O primeiro uso registrado do termo "ninfeta", definido por  The Century Dictionary  como "uma pequena ninfa", foi por  Drayton em Poly-Olbion I. xi. Argt. 171 (1612): "Das ninfetas esportivas lá Em Wyrrall, e em Delamere".
Em Lolita, "ninfeta" foi usado para descrever as meninas de 9 para 14 anos para quem o protagonista é atraído, a arquetípica ninfeta sendo a personagem de Dolores Haze. Nabokov, na voz de seu narrador Humbert, primeiro descreve essas ninfetas na seguinte passagem:

Quero agora expor uma ideia. Entre os limites de idade de nove e catorze anos, virgens há que revelam a certos viajores enfeitiçados bastante mais velhos do que elas, sua verdadeira natureza—que não é humana, mas nínfica (isto é, demoníaca). A essas criaturas singulares proponho dar o nome de 'ninfetas.'

Eric Lemay da  Northwestern University  escreve:

A menina humana, a única notada por não-ninfomaníacas, responde para outros nomes, "Lo", "Lola", "Dolly", e, o menos fascinante de todos, "Dolores". "Mas em meus braços", afirma Humbert, "ela foi sempre Lolita". E em seus braços ou fora, "Lolita" foi sempre a criação da auto covardia de Humbert .... Como uma sirena, Humbert canta uma canção de si mesmo, para si mesmo, e intitula aquele eu e aquela canção "Lolita". ... Para transformar Dolores em Lolita, para selar esta triste adolescente dentro de sua auto almiscarada, Humbert deve negar para ela sua humanidade.

### Fauno
O termo fauno, também cunhado por Nabokov e usado por Humbert Humbert, é usado para descrever o jovem homem contraparte de uma ninfeta, na mesma maneira que os mitológicos faunos foram a contraparte das ninfas. O termo aparece no romance duas vezes:

Quando eu e ela éramos crianças, não via em minha pequena Annabel uma ninfeta. Eu era um de seus pares, um jovem fauno por méritos próprios, habitando aquela mesma ilha de tempo fantasmagórico.

...deparei com os olhos negros e fixos de duas belas e estranhas crianças, um fauno e uma ninfeta, cujos traços idênticos (cabelos negros e lisos, rostos exangues) denotavam que eram irmãos ou mesmo gêmeos.

O termo fauno é também usado no romance de 1962 de Nabokov Fogo Pálido.